# عشق واقعی (فیلم)
عشق واقعی (به هندی: Pyaar Mein Twist) یا پیچش در عشق فیلمی محصول سال ۲۰۰۵ و به کارگردانی هریدی شتی است. در این فیلم بازیگرانی همچون ریشی کاپور، دیمپل کاپادیا، سمیر داتانی، سوها علی خان، کیشوری شاهانه، ویکاس بهالا، اما بانتون، فریده جلال، دلناز ایرانی و دیپشیکها ناگپال ایفای نقش کرده‌اند.